# .md
A .md Moldova internetes legfelső szintű tartomány kódja, melyet 1994-ben hoztak létre.